# Sovretova nagrada
Sovretova nagrada je nagrada, ki jo vsako leto podeljuje Društvo slovenskih književnih prevajalcev (DSKP) za vrhunske prevode leposlovnih besedil, do ustanovitve Jermanove nagrade leta 2013 pa tudi družboslovnih in humanističnih besedil v slovenščino. Nagrada je bila prvič podeljena leta 1963 kot nagrada DSKP, od leta 1964 pa se imenuje po slovenskem klasičnem filologu in prevajalcu Antonu Sovretu. Sovretova nagrada je najstarejše od petih priznanj, ki jih podeljuje DSKP.
Nagrajujejo se prevodi, ki so nastali v zadnjih dveh letih, prevode nominira tako žirija kot splošna javnost. O podelitvi nagrade odloča petčlanska žirija. Sovretova nagrada se podeljuje v obliki plakete.